# I Hear a Symphony (single)
"I Hear a Symphony" is hitsingle van de Amerikaanse meidengroep The Supremes. Het is afkomstig van het gelijknamige album. Het nummer stond in de VS twee weken op #1. In het Verenigd Koninkrijk had het nummer kleiner succes. Eerst haalde het #50 op de poplijst, waarna het twee weken van de lijst verdween. Daarna kwam het terug en haalde het de nummer #39 positie, wat de piek bleek te zijn.
Het nummer gaat over een lover die helemaal positief over haar geliefde is. Het is geschreven door Holland-Dozier-Holland. De single was de eerste na het uitbrengen van "Nothing But Heartaches", die slechts #11 op de poplijst haalde. Dit was na een reeks van vijf #1 hits achter elkaar. Na deze (wan)prestatie lag er flink wat druk op de schouders van het schrijverstrio, want de directeur van Motown, Berry Gordy, had in een brief, die heel het bedrijf rondging, gemeld dat er bij Motown alleen nog maar top 10-hits geproduceerd mochten worden en dat dat voor The Supremes zelfs alleen maar #1 hits mochten zijn. Dit was omdat zij de bestverkopende groep van het platenlabel was. Ondanks de grote druk lukte het H-D-H toch om er een #1 hit van te maken. De single bereikte de top van de poplijst op 14 november 1965, waar het twee weken bleef staan. In eerste instantie zou het nummer "Mother Dear" uitgebracht worden, maar het werd "I Hear a Symphony" om een nieuwe richting op te gaan met de groep.
Het nummer is onder andere gecoverd door een andere Motown-groep, The Isley Brothers en door Michael Jackson, die ook een ander nummer van The Supremes coverde, "Love Is Here and Now You're Gone". Net als "I Hear a Symphony" werd de B-kant van het nummer, "Who Could Ever Doubt My Love", ook opgenomen door The Isley Brothers.

## Bezetting
- Lead: Diana Ross
- Achtergrondzangeressen: Mary Wilson en Florence Ballard
- Instrumentatie: The Funk Brothers
- Schrijvers: Holland-Dozier-Holland
- Productie: Brian Holland en Lamont Dozier